# Don Novello
Don Novello (* 1. ledna 1943 Ashtabula, Ohio) je americký režisér, scenárista a herec. V letech 1979–1980 moderoval pořad Saturday Night Live. Mezi filmy, ve kterých hrál, patří například Kmotr III (1990), Dobrodružství Rockyho a Bullwinkla (2000), Atlantida: Tajemná říše (2001), Warholka (2006) nebo Twixt (2011).